# Джеръм Пауъл
Джеръм Хейдън Пауъл (на английски: Jerome Hayden Powell) е американски финансист и юрист.
Роден е на 4 февруари 1953 година във Вашингтон в семейството на адвокат. През 1975 година завършва политически науки в Принстънския университет, а през 1979 година защитава докторат по право в Джорджтаунския университет. Работи като адвокат и инвестиционен банкер, през 1990 – 1993 година е в Департамента на хазната. През 2012 година е избран в Съвета на управителите на Федералния резерв, а от 2018 година е негов председател.